# 新藤加菜
新藤 加菜（しんどう かな、1993年〈平成5年〉5月15日 - ）は、日本の政治家、動画配信者、ネットアイドル、動物愛護活動家。東京都港区議会議員（1期）。通称はかなちゃい。
ゆづか姫名義で活動していた時期があり、ネットアイドル、コスプレイヤー、ニコニコ生放送のライブ配信などの活動をしていた。
政治家としての立場は「保守」を自称。2020年7月の東京都・北区都議補選に「ホリエモン新党」から、同7月の千葉県・印西市長選に「NHKから国民を守る党」から出馬し、いずれも落選。東京都議補選では、アベノマスクをブラジャーに見立てた「アベノマスクブラ」のポスターで物議を醸した。2022年の参院選では、日本維新の会のSNS担当スタッフとして参加。2023年4月の港区議選に無所属で出馬し、初当選した。

## 来歴
1993年5月15日生まれ。小学3年生からインターネット掲示板『2ちゃんねる』に親しむ。東京都千代田区の女子学院中学校・高等学校を経て、カナダ留学。高校1年生からニコニコ生放送を始め、ネットアイドルやコスプレイヤーとして活動。
2010年1月、ニコニコ生放送でライブ配信を開始。「ミスiD2013」の初代ファイナリスト20名の1人。
2013年4月、早稲田大学法学部へ入学。2年間休学し、NPOで保護犬のボランティア活動に従事。2019年3月に同大学卒業。
2019年4月、リクルートに入社。
2023年5月、港区議会議員として区民文教常任委員会、DX推進・行財政等対策特別委員会、海外修学旅行調査特別委員会に所属し、区の政策推進に携わっている。
2024年6月、YouTubeチャンネル「日本の窮状」のMCとして活動を開始する。
2024年8月、結婚を発表した。

### 政歴
2020年7月5日投開票の東京都議会議員補欠選挙（北区選挙区）にホリエモン新党公認（NHKから国民を守る党推薦）、同年7月19日投開票の印西市長選挙にNHKから国民を守る党公認で立候補したがそれぞれ落選した。
同年7月より、NHKから国民を守る党の広報室長に就任し、会見や党務に携わった。同年12月4日、NHKから国民を守る党から広島3区の次期衆院選立候補者に公認されたが、2021年3月にペットシッターの事業を起業する予定として党を離職し、衆院選の公認も辞退した。2021年11月、株式会社WithPaw代表。
2022年の参議院議員選挙では、日本維新の会の参議院議員石井苗子事務所で秘書として勤務し、東京都選挙区において、日本維新の会のSNS担当スタッフとして参加した。
2023年4月、東京都・港区議会議員選挙に無所属で立候補。モデルの茜さや、セクシー女優の月島さくら、評論家の宇佐美典也の応援も受け、1686票を得て14位で当選した。

## 政策・主張
政治家としての立場は「保守」を自称している。NHKから国民を守る党の立花孝志を「政治の父」と仰いでいる。

### ジェンダー
- 生物学的女性の安全と権利を守るため、犯罪の温床となる男女共用トイレに反対[39][15][40]。女性専用スペースを守ることを重要な政策課題とする[39][41]。
- 女系天皇に反対[42]、憲法改正に賛成（日本会議の会合に参加）[43]。
- 同性婚に反対、選択的夫婦別姓に反対、離婚後共同親権に賛成[44]。
- 創作物の表現規制に反対[20][45][20]、AV新法に反対[37][46]。

### 外交
- 「日本人ファーストの政治」を表明[47][48]、外国人参政権に反対[47][49]。
- 港区の「朝鮮学校保護者補助金制度」に反対している[48]。理由は、北朝鮮は人権蹂躙国家であり、朝鮮学校は反日教育を行っているためとしている[48]。
- 北朝鮮を人権侵害独裁国家と批判し、「全拉致被害者の即時一括帰国を求める国民大集会」に参加[50]。

## 人物
- 動物愛護活動を行う[11]。
- 留学経験のあるバイリンガルである[7][21][47]。
- 初めてのアルバイトは秋葉原のメイド喫茶だった[20]。
- 人生が辛くて引きこもっていた頃に体重が58kgだったことがあり、「ブスとメンヘラとデブが苦手（病気は除く）っていうのは、自分の努力でどうにでもなることを知っているから」「美は努力の結果」と述べている[51][52]。

## 騒動
- 2020年7月に出馬した東京都議会議員補欠選挙で、アベノマスクをブラジャーに見立てた「アベノマスクブラ」のポスターが賛否を呼んだ[9][14][53][54][16][17]。ポスターには「アベノマスクブラ(笑)」や「コロナ自粛をぶっ壊す!」と書かれていた他、堀江貴文の顔写真とメッセージが書かれていた。その後、胸の部分にシールを貼って対応した[55][56]。新藤自身は「風刺」であったと述べている[21]。
- 2022年8月19日、大阪府議会議場に入って"知事席に座っているポーズ写真"を撮影し、「新藤加菜は知事に就任しました」とTwitterやInstagramに投稿した[57][58]。この写真は、大阪維新の会の市議が撮影したものであり、府議会事務局には、府民から厳しい批判が寄せられた[57][58]。
- 2023年4月、港区議会議員選挙中に、2万件を超える殺害予告メールが届いたことが複数のメディアで報じられ、大きな注目を集めた[44][59][60]。これらのメールは同一人物が書いたことが疑われる内容で[59]、新藤の保守的な政策に対する意見の相違が要因と考えられた[49][44][20]。一時は街頭活動を中止したが、格闘家などの警護を受けて再開した[59][61]。
- 2023年6月24日、熊本県で起きた強盗傷害事件にツイッターで言及。多目的トイレの外で起きた強盗傷害事件にもかかわらず、当時施行されたばかりのLGBT理解増進法と関連付け、「多様性の名の下に女性の基本的人権を奪っている左翼のせい」で事件が起きたと発言。ツイッター上では「タイトルだけ見て、詳細な内容を確認していない」「的外れな意見」と批判の声が殺到した。新藤は記事を読んでいないという批判に対し、訂正するどころか「記事くらい読んでるわ、バカにしてんのか？」と返信。この“逆ギレ”には「読んでてそれなら読解力なさすぎて余計にヤバい」「理解できてたら多様性という言葉は使わない」「素直に反省すればいいのに」と厳しい声が多く寄せられた[62]。
- 2023年12月8日、タレントのアンミカが出演する日清のどん兵衛のCM動画を引用して、X（旧Twitter）上で「密入国者をCMに使う企業は許されて、トランスジェンダーの問題を指摘した本は出版停止に追い込まれる世の中、ホントに嫌だ。 キモすぎ[63][64]」と、当時話題になっていた本『あの子もトランスジェンダーになった SNSで伝染する性転換ブームの悲劇[65]』が発売中止になったことと絡めて根拠不明な情報を投稿し、公職につく人の発言として批判の声が上がった[66][27][67][68][69]。この投稿には、誤解を招く可能性のあるツイートに対して追加されるコミュニティノートが付いている[70][71]。アンミカは、11月21日にThreadsで「密入国」について否定しており[72][73]、その後、新藤は「ご本人が否定したとのことで、一度削除はしております[74]」と、前述の投稿を削除した[66][75]。
- 2025年1月20日、NS上での誹謗中傷などを理由に兵庫県議を辞職した竹内英明が2025年1月18日に亡くなったことを受け、新藤加菜が自らの「政治の父」[28]と仰ぐ立花孝志が「（竹内が）逮捕される予定だった」「兵庫県警からの継続的な任意の取り調べを受けていた」「逮捕されるのが怖くて自ら命を絶った」などと事実とは異なるデマを動画投稿サイトで発信（詳細は立花孝志#死去した前兵庫県議を巡る言動参照）。新藤加菜も同様に「この方捜査中だったとのことで、亡くなったからといって事件が終わるわけではなく…どうなるのかな。」と同様のデマをXに投稿した[76]。

## ディスコグラフィ

### CD
- ニコ生モラルハザード（dmARTS B0050NWAG4、2011年9月7日）
- ちゅーちゅーらぶりー（qoopooboo records B006LGZQZQ、2011年12月10日）
- Love me to desu 死ぬまで愛して（qoopooboo records B006OLTFGE、2011年12月31日）
- しゅるりんぱっ!（フォーライフミュージックエンタテインメント B007WVZ460、2012年7月4日）

#### 写真集
- 新藤加菜 1stデジタル写真集「ゆづか姫」 新藤加菜デジタル写真集（撮影:篠原潔、双葉社 、2021年3月27日）[7]。

## 出演

### テレビ
- ドリームクリエイター（テレビ東京）2011年8月28日放映
- フジテレビからの〜!（フジテレビ）
- 来る来るミラクル（中部日本放送）
- グッド!モーニング (テレビ番組) 2023年9月25日放映
- Abema Prime2024年4月2日放映

### 雑誌
- FRIDAY「ニコ生特集」掲載
- SWITCH 「ソーシャルカルチャーネ申1oo」インタビュー掲載
- 週刊SPA! 「ネット番組表付き ネット放送スター大図鑑」掲載
- 週刊プレイボーイ 「ニコ生特集」掲載、「おうちグラビア」掲載
- FREECELL特別号 「アキバ妄撮」掲載
- 踊ルデイズ ソーシャルメディアクリエーターズ掲載
- 東京スポーツ 掲載
- 週刊大衆2021年1月25日号 掲載
- 月刊WiLL
- 2022年4月号 「全体主義フェミニストに告ぐ！　巨乳のどこがワルい!?」掲載[77]
- 2024年1月号 「最高裁も迷走　とんでもないことをしてくれた岸田ＬＧＢＴ法」掲載[78]
- 2024年6月号「LGBT法で日本は大混乱」掲載[79]
- 2024年８月号「夫婦別姓　通称で不都合ナシ　何をいまさら経団連！」掲載[80]
- 情況 2023年5月号「インタビュー 新藤かな 保守派政治家として動物愛護問題に取り組む」